# Harry Potter và Căn phòng Bí mật
Harry Potter và Căn phòng Bí mật (tựa gốc tiếng Anh: Harry Potter and the Chamber of Secrets) là một bộ phim giả tưởng năm 2002 của đạo diễn Chris Columbus và được phát hành bởi Warner Bros. Pictures, dựa trên cuốn tiểu thuyết cùng tên năm 1998 của J. K. Rowling. Phim là phần thứ hai trong loạt phim Harry Potter, do Steve Kloves viết kịch bản và David Heyman sản xuất. Phim có sự tham gia của Daniel Radcliffe trong vai Harry Potter, với Rupert Grint và Emma Watson trong vai những người bạn thân nhất của anh ấy là Ron Weasley và Hermione Granger tương ứng. Câu chuyện kể về năm thứ hai của Harry tại Trường Phù thủy và Pháp sư Hogwarts, nơi Người thừa kế của Salazar Slytherin mở Phòng chứa bí mật, giải phóng một con quái vật khiến học sinh của trường hóa đá. Phim là phần tiếp theo của Harry Potter và Hòn đá Phù thủy (2001).
Quay phim chính bắt đầu vào tháng 11 năm 2001, chỉ ba ngày sau khi phát hành bộ phim đầu tiên. Quá trình quay phim kết thúc vào tháng 7 năm 2002, và bộ phim có kinh phí là 100 triệu đô la. Harry Potter và Căn phòng Bí mật được công chiếu lần đầu tại London vào ngày 3 tháng 11 năm 2002, và được phát hành rạp tại Vương quốc Anh và Hoa Kỳ vào ngày 15 tháng 11 năm 2002.
Bộ phim đã trở thành một thành công về mặt phê bình và thương mại, thu về 879 triệu đô la trên toàn thế giới và trở thành bộ phim có doanh thu cao thứ hai trong năm 2002, sau The Lord of the Rings: The Two Towers. Nó được khen ngợi vì cốt truyện đen tối hơn, bối cảnh và một câu chuyện phù hợp với khán giả trẻ. Bộ phim này có thời lượng chạy dài nhất trong loạt phim. Phim đã được đề cử cho nhiều giải thưởng, bao gồm Giải BAFTA cho Thiết kế Sản xuất xuất sắc nhất, Âm thanh xuất sắc nhất và Hiệu ứng Hình ảnh Đặc biệt xuất sắc nhất. Phần tiếp theo của phim là Harry Potter và tên tù nhân ngục Azkaban (2004).

## Nội dung
Harry Potter nghỉ hè tại gia đình dì dượng Dursley trước khi nhập học năm thứ hai tại Trường Phù thủy và Pháp sư Hogwarts. Gia tinh Dobby xuất hiện bất ngờ và gây nhiều rắc rối, dẫn đến việc Harry bị khóa kín trong căn phòng trên lầu. Harry được giải thoát bởi bạn thân Ron Weasley và trải qua những ngày còn lại của kỳ nghỉ ở nhà của Ron, Trang trại Hang Sóc. Trước ngày trở về trường, Harry, Gia đình Ron và Hermione đến tiệm sách Phú quý và Cơ hàn ở Luân Đôn. Khi tới ga 9¾, Ron và Harry bị Dobby cản đường đến Hogwarts. Hai người dùng chiếc xe ô tô bay đặc biệt của gia đình Weasley và bay tới trường. Ron quên không bật nút Tàng hình của chiếc xe, và có ít nhất 7 Muggle nhìn thấy cảnh này. Chiếc xe lao thẳng vào cây Liễu Gai vốn rất hung dữ, và Ron bị gãy đũa phép. Từ đó họ gây nhiều ồn ào và rắc rối ngay khi năm học bắt đầu.
Harry, Ron và Hermione bắt đầu học năm thứ hai tại trường Hogwarts. Họ có một giáo sư môn Phòng vệ Chống Nghệ thuật Hắc ám mới, Gilderoy Lockhart. Mặc dù không gây được ấn tượng với Harry và Ron, thầy Lockhart chiếm được tình cảm của các học sinh nữ như Hermione bởi sự đẹp trai và các câu truyện phiêu lưu màu sắc. Năm học liên tục xảy ra các hiện tượng kì bí với lời đồn đại là Phòng chứa Bí mật đã được mở ra. Mrs. Norris, con mèo của thầy giám thị, bị hóa đá và Harry bị nghi ngờ là thủ phạm. Sự kinh hoàng càng ngày lan rộng khi một số học sinh bị hóa đá ngay trong trường. Harry bị đồn đại là hậu duệ của Salazar Slytherin và là người đứng sau mọi việc. Những người thân thiết xung quanh Harry lần lượt bị tách rời. Thầy Hiệu trưởng Albus Dumbledore bị cách chức, bác giữ khóa Rubeus Hagrid bị tình nghi và bị giam vào ngục Azkaban. Cô bạn thân Hermione bị tấn công và hóa đá. Harry và Ron trong quá trình tìm hiểu bí mật về Phòng chứa đã đi sâu vào khu Rừng cấm và gần mất mạng khi gặp gia đình nhện khổng lồ Aragog. Sự căng thẳng lên đến đỉnh điểm khi cô em gái Ginny Weasley của Ron bị bắt vào Phòng chứa bí mật. Harry và Ron tìm ra lối vào nhưng bị tấn công bởi thầy Lockhart. Lockhart bị mất trí nhớ và lối vào bị phá, chỉ có một mình Harry có thể đến được Phòng chứa bí mật. Tại đây Harry phải giải cứu Ginny khỏi sự điều khiển của Chúa tể Hắc Ám Voldemort, trong hình hài của Tom Riddle, ký ức lúc Voldemort còn là một học sinh của Hogwart. Harry chạm trán Tử xà Basilisk, con quái vật trong Phòng chứa Bí mật, tuân theo lệnh của Tom Riddle. Nhờ sự giúp đỡ của con Phượng hoàng Fawkes của thầy Dumblerdore, Harry giết Basilisk bằng thanh gươm Gryffindor và phá hủy Tom Riddle bằng chiếc nanh mãng xà đâm vào tay qua cuốn nhật ký chết người mà Lucius Malfoy đã cố tình thả vào cặp của Ginny Weasley vào hồi đầu năm học. Cả trường ăn mừng chiến thắng. Cụ Dumbledore và bác Hagrid trở lại trường. Đồng thời qua năm học này Harry cũng giải thoát cho gia tinh Dobby khỏi nhà Malfoy. Một mùa hè lại đến và Harry phải trải qua kỳ nghỉ với gia đình dì dượng Dursley.

## Phân vai

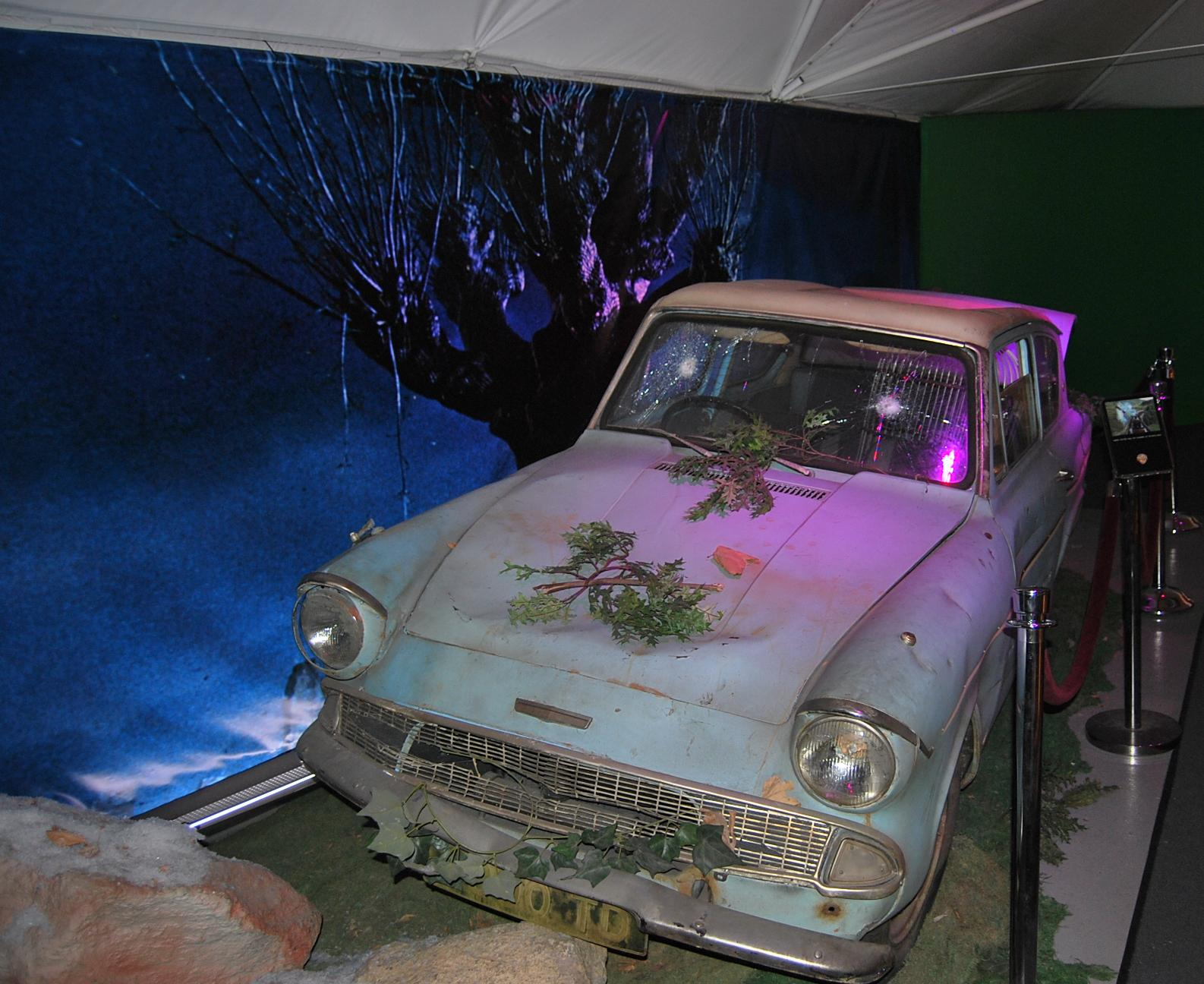
Chiếc xe bay sử dụng trong phim

- Daniel Radcliffe trong vai Harry Potter: Một phù thủy người Anh 12 tuổi nổi tiếng vì sống sót sau khi cha mẹ mình bị sát hại dưới bàn tay của phù thủy độc ác Chúa tể Voldemort khi còn là một đứa trẻ, hiện đang bước vào năm thứ hai tại Trường Phù thủy và Pháp sư Hogwarts.
- Rupert Grint trong vai Ron Weasley: Bạn thân nhất của Harry ở trường Hogwarts và là một trong những thành viên trẻ tuổi nhất của gia đình Weasley.
- Emma Watson trong vai Hermione Granger: Bạn thân khác của Harry và là bộ não của nhóm ba người bạn.
- Kenneth Branagh trong vai Gilderoy Lockhart: Một tác giả nổi tiếng và là giáo viên mới về Phòng thủ Chống lại Nghệ thuật Hắc ám tại Hogwarts. Hugh Grant là sự lựa chọn đầu tiên cho vai Lockhart, nhưng do những xung đột về lịch trình được báo cáo nên ông không thể đóng nhân vật này. Alan Cumming cũng được xem xét, nhưng rút lui do tranh chấp về tiền lương.
- John Cleese trong vai Nick gần như không đầu: Bóng ma của Nhà Gryffindor.
- Robbie Coltrane trong vai Rubeus Hagrid: Người gác cổng nửa người khổng lồ tại Hogwarts, người bị buộc tội Phòng chứa bí mật và được gửi đến Azkaban theo lệnh của Lucius Malfoy. Martin Bayfield đóng vai Hagrid lúc trẻ.
- Warwick Davis trong vai Filius Flitwick: Giáo viên môn Bùa chú tại Hogwarts và là người đứng đầu Nhà Ravenclaw.
- Richard Griffiths trong vai Vernon Dursley: Ông chú Muggle ngược đãi của Harry, người coi thường pháp sư và làm giám đốc công ty khoan.
- Richard Harris trong vai Albus Dumbledore: Hiệu trưởng trường Hogwarts và là một trong những pháp sư vĩ đại nhất thời đại. Harris qua đời không lâu trước khi bộ phim được phát hành. Vai Dumbledore do Michael Gambon đóng kể từ Harry Potter và Tên tù nhân ngục Azkaban.
- Jason Isaacs trong vai Lucius Malfoy: Cha của Draco và là cựu học sinh Hogwarts của Nhà Slytherin, người hiện đang làm thống đốc trường học tại Hogwarts.
- Maggie Smith trong vai Minerva McGonagall: Giáo viên dạy môn Biến hình tại Hogwarts và là người đứng đầu Nhà Gryffindor.
- Alan Rickman trong vai Severus Snape: Giáo viên môn Độc dược tại Hogwarts và là người đứng đầu Nhà Slytherin .
- Fiona Shaw trong vai Petunia Dursley: Bà dì Muggle của Harry.
- Julie Walters trong vai Molly Weasley: Mẹ của Ron.

Một số diễn viên của Hòn đá Phù thủy sẽ đóng lại vai diễn của họ trong bộ phim này. Harry Melling đóng vai Dudley Dursley, anh họ của Harry. James và Oliver Phelps đóng vai Fred và George Weasley, anh em sinh đôi của Ron; Chris Rankin đóng vai Percy Weasley, anh trai khác của Ron và là một trưởng ban của Nhà Gryffindor; và Bonnie Wright đóng vai em gái Ginny của họ. Tom Felton đóng vai Draco Malfoy, đối thủ của Harry ở Nhà Slytherin, trong khi Jamie Waylett và Joshua Herdman xuất hiện trong vai Crabbe và Goyle, tay sai của Draco. Matthew Lewis, Devon Murray và Alfred Enoch lần lượt vào vai Neville Longbottom, Seamus Finnigan và Dean Thomas, ba học sinh nhà Gryffindor cùng năm với Harry. David Bradley vào vai Argus Filch, người chăm sóc của Hogwarts, và Sean Biggerstaff trong vai Oliver Wood, Thủ lĩnh của đội Quidditch nhà Gryffindor. Leslie Phillips lồng tiếng cho Chiếc Nón Phân loại. 
Christian Coulson xuất hiện trong vai Tom Marvolo Riddle, sự hiện hình của Chúa tể Voldemort thời trẻ; trước khi Coulson được chọn, Eddie Redmayne – người sau này đóng vai Newt Scamander trong các bộ phim Fantastic Beasts - đã thử vai cho vai diễn này. Mark Williams đóng vai Arthur Weasley, cha của Ron. Shirley Henderson đóng vai Myrtle khóc nhè, một hồn ma của trường Hogwarts. Miriam Margolyes xuất hiện với tư cách là Pomona Sprout, giáo sư môn Thảo mộc của Hogwarts và là người đứng đầu Nhà Hufflepuff. Hugh Mitchell đóng vai Colin Creevey, một học sinh năm nhất rất hâm mộ Harry. Robert Hardy xuất hiện trong vai Cornelius Fudge, Bộ trưởng Bộ Pháp thuật. Toby Jones lồng tiếng cho Dobby, một Gia Tinh, trong khi Julian Glover lồng tiếng cho Aragog, một acromantula .

## Phát hành
Ngoài các quốc gia như Mỹ, Anh công chiếu thì bộ phim cũng đã được TVM Corp. mua về và trình chiếu kênh HTV3 vào ngày 17 tháng 1 năm 2014 với phiên bản lồng tiếng Việt. Vào năm 2021 phim được chiếu vào ngày 27 tháng 11 năm 2021 với bản thuyết minh trên kênh Cartoon Network. Phim lần đầu được chiếu tại các rạp chiếu ở Việt Nam với tên Harry Potter và Căn Phòng Bí Mật vào ngày 3 tháng 6 năm 2022.

## Đón nhận

### Giải thưởng và đề cử
Phòng chứa Bí mật đã được đề cử cho ba giải BAFTA: Thiết kế sản xuất xuất sắc nhất, Âm thanh hay nhất và Hiệu ứng hình ảnh đặc biệt xuất sắc nhất. Bộ phim cũng được đề cử cho sáu Giải thưởng Sao Thổ. Nó đã nhận được hai đề cử tại Giải thưởng Hiệp hội Hiệu ứng Hình ảnh khai mạc. Hiệp hội phê bình phim truyền hình đã trao cho nó giải Phim gia đình hay nhất và nhà soạn nhạc xuất sắc nhất, và đề cử nó cho giải Diễn xuất kỹ thuật số xuất sắc nhất (cho Toby Jones).